# Grand Prix automobile d'Edmonton

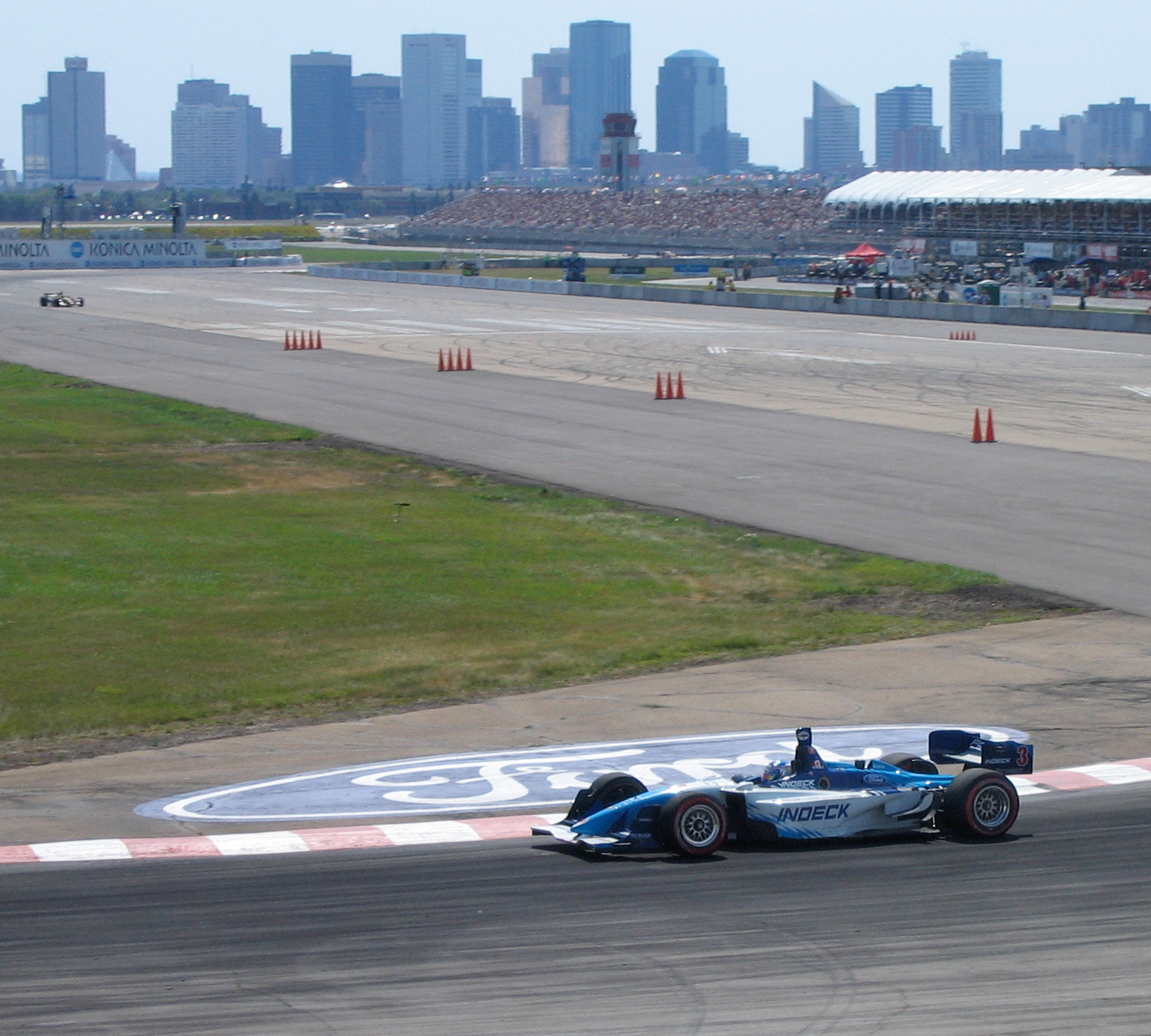
Paul Tracy au Grand Prix automobile d'Edmonton 2006.

Le Grand Prix automobile d'Edmonton (officiellement appelé Edmonton Indy) est une ancienne épreuve de course automobile disputée une fois par an sur le circuit de l'aéroport d'Edmonton, situé à Edmonton (Alberta, Canada). Cette course a fait partie de la tournée canadienne du championnat Champ Car de 2005 à 2007, puis de l'IndyCar Series de 2008 à sa disparition après l'édition 2012.

## Le circuit

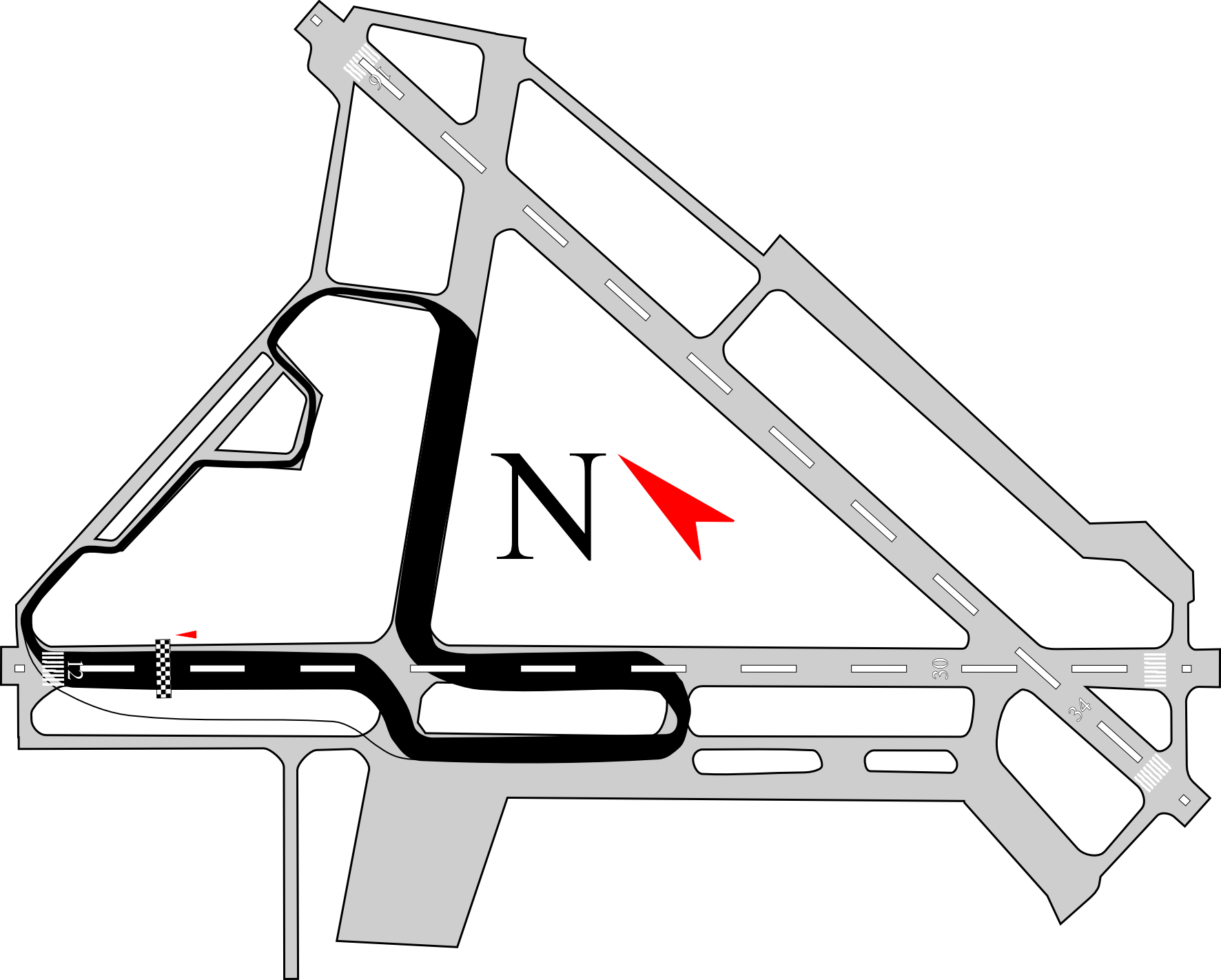
L'ancien tracé du circuit.

Ce circuit a la particularité d’être tracé sur des pistes pour avions de l'aéroport du centre d'Edmonton.

## Appellations
Le nom commercial du GP a beaucoup changé au fil des ans (ce qui est principalement dû à des changements de sponsor).
- 2005 : West Edmonton Mall Grand Prix
- 2006 : West Edmonton Mall Grand Prix presented by The Brick
- 2007 : Rexall Grand Prix of Edmonton
- 2008-2009 : Rexall Edmonton Indy
- 2010 : Honda Indy Edmonton
- 2011-2012 : Edmonton Indy

## Historique

### Débuts (2005 à 2007)
En 2005, naît le premier Grand Prix automobile d'Edmonton, à l'origine une épreuve de Champ Car qui, disputée sur des pistes d'aéroport, rappelle à tous le Grand Prix automobile de Cleveland, également disputé dans le cadre du Champ Car. Cette première édition, disputée le 17 juillet, se révélera un succès populaire avec 200 000 spectateurs, un record pour une course de Champ Car au Canada.
En 2006, en plus du Champ Car et de la Formule Atlantique (catégorie d'accession au Champ Car), deux courses de support sont ajoutées au programme : le CASCAR (championnat canadien de stock-cars) et le D-Sport Drift Demo, une compétition de drift. L'année 2007 voit l'arrivée du championnat de GT de l'Alberta en tant que course support.

### Passage à l'IndyCar (2008-2010)
En 2008, le Champ Car fusionne avec l'IndyCar, mais l'épreuve Albertaine reste au calendrier :  la course n'est plus disputée le dimanche, mais le samedi, à la suite d'un accord entre l'Indy Racing League (IRL) et les propriétaires de l'Indianapolis Motor Speedway. Cet accord indique que l'IRL ne peut pas courir en même temps que la NASCAR Sprint Cup qui, le même week-end, était à Indianapolis pour le Brickyard 400.

### 2011-2012

Tracé du circuit en 2011 et 2012.

En 2011, une pluie diluvienne s'abat sur le circuit, ce qui contraint les organisateurs à repousser les séances d'essais au jour suivant. Ce week-end est aussi l'occasion de découvrir le tout nouveau tracé qui emprunte la partie Est de la piste. Le GP est désormais organisé par le promoteur du Grand Prix automobile du Canada, Octane Motorsports Events.
Le Grand Prix d'Edmonton a encore eu lieu en 2012, mais ses résultats financiers décevants et le désintérêt du public ont conduit son organisateur à annoncer la fin de l'épreuve le 21 septembre 2012.

## Palmarès
| Année | Vainqueur          | Voiture           | Championnat            | Résultats |
| ----- | ------------------ | ----------------- | ---------------------- | --------- |
| 2005  | Sébastien Bourdais | Lola-Cosworth     | Champ Car World Series | Résultats |
| 2006  | Justin Wilson      | Lola-Cosworth     | Champ Car World Series | Résultats |
| 2007  | Sébastien Bourdais | Panoz-Cosworth    | Champ Car World Series | Résultats |
| 2008  | Scott Dixon        | Dallara-Honda     | IndyCar Series         | Résultats |
| 2009  | Will Power         | Dallara-Honda     | IndyCar Series         | Résultats |
| 2010  | Scott Dixon        | Dallara-Honda     | IndyCar Series         | Résultats |
| 2011  | Will Power         | Dallara-Honda     | IndyCar Series         | Résultats |
| 2012  | Hélio Castroneves  | Dallara-Chevrolet | IndyCar Series         | Résultats |